# 張裔
張 裔（ちょう えい）は、中国後漢末期から三国時代の政治家・武将。字は君嗣。益州蜀郡成都県の人。子は張毣・張郁。

## 経歴
孝廉に推挙されて劉璋に仕え、魚復県令・従事・帳下司馬を歴任した。劉備が益州に侵攻すると徳陽県の陌下で諸葛亮・張飛の軍と戦ったが、敗れて成都に帰還した。その後、降伏の使者として劉備のもとに赴いている。
劉璋が降伏すると劉備に仕え、巴郡太守・司金中郎将に任じられ、農具と武器の製造を司った。益州太守の正昂が現地の豪族に殺害されると、後任として益州太守（永昌太守の説もあり）になったが、雍闓に捕らえられ呉に送られてしまった。後に鄧芝が講和のため呉に赴いた際、帰国を許された。この時58歳だったという。孫権は張裔がどのような人物か知らなかったため、帰国の前に引見した。孫権は張裔を気に入り、その才覚を認めて呉に留めようと追っ手を差し向けて連れ戻そうとした。このため、張裔は愚者のふりをしなかったことを後悔しつつ、船を急がせて逃げ延びた。
帰国すると早々に重用され、参軍・益州治中従事に任じられた。建興5年（227年）、諸葛亮が北伐のため漢中に駐屯した時には射声校尉の地位にあり、さらに留府長史を任された。丞相府の職務を統括し、兵糧や兵士を充足させたという。諸葛亮は『出師表』において「侍中（郭攸之・費禕）・尚書（陳震）・長史（張裔）・参軍（蔣琬）、此れ悉く貞良死節の臣なり」と張裔を称えた。建興6年（228年）、前線の諸葛亮の下へ事務の打ち合わせに赴き、その際数百人もの人々が彼を見送ったという。
最終的には輔漢将軍まで昇進し、長史を引き続いて兼務した。建興8年（230年）に死去した。
子の張毣が後を嗣ぎ、三郡の太守と監軍を歴任した。張毣の弟の張郁は太子中庶子となった。

## 人物
『春秋公羊伝』を学び、広く『史記』・『漢書』を読破したという。
許靖から「実務の才があって頭の回転がよく、曹操配下の鍾繇に比肩する」と評された。
常日頃から諸葛亮を「賞するに疎遠な者でも忘れず、罰するに親しい者にも阿らず、爵は功なき者に取らせず、刑は貴勢でも免れさせない。これぞ賢者も愚者も皆その身を忘れて働く理由である」と称えていた。
友人であった楊恭の死後、彼の家族を手厚く援助した。「その義行はまことに行き届いたものだった」と陳寿は評している。
楊洪ともかつては親しかったが、張裔の子の張郁が微罪で罰を受けた際、楊洪は特段の温情をかけて赦すことはなかった。以後、彼を深く恨むようになったという。
楊洪は留府長史の人事について諸葛亮に聞かれた際「張裔は天性の明察で、過酷な任務を遂行するのに長けており、長史の職に適任でしょう。しかし、公平な性格ではないので、彼一人に任せるのは良策ではありません。私情を挟まない向朗の下で働かせ、その才能を活かすのが最善です」と進言した。張裔は楊洪からそれを聞き「諸葛亮は自分に長史を任せるだろうから、君に止めることはできない」と言った。
また、司塩校尉の岑述とも不仲であり、諸葛亮から「昔、君と陌下で対峙した際、君が敗れた後も私は用心し、食事の味がわからなかった。君が呉に抑留された際は、悲しみのあまり眠れなかった。君が呉から帰って以来、大任を委ね、同じように王室のために励んできた。私と君は古の金石の交わりだと思っている。それなのに私が岑述を取り立てた程度のことがどうして我慢できないのか」とたしなめの手紙を送られている。

## 参考書籍
- 『正史 三国志 5 蜀書』 （陳寿 著、裴松之 注、井波律子 訳） ちくま学芸文庫 ISBN 4-480-08045-7